# مجموعة جماعية (علم اجتماع)
مصطلح المجموعة الجماعية هو مصطلح عام يصف شخص أو أكثر، غالبًا في شكل أسرة أو عشيرة أو تنظيم أو شركة. والفارق الضخم بين الثقافات المختلفة هو ما إذا كانت تعتقد أن الأفراد أو المجموعات الجماعية هي الوحدة الأساسية للمجتمعات في تلك الثقافات.

## نظرة عامة
في علم النفس الاجتماعي وعلم الأحياء، تظهر الأبحاث أن طيور البطريق تعيش في مستعمرات للتربية الجماعية ضخمة العدد.
أما في البشر، فإن الثقافات المختلفة يكون لها معتقدات مختلفة حول الوحدة الأساسية للثقافة. وتؤثر هذه الافتراضات على معتقدات الأفراد حول ما يجب أن تركيز عليه الحكومة بالشكل المناسب.
ويطلق على الثقافات السياسية التي تتبنى فكرة المجموعات الجماعية لتكون الوحدة الأساسية المكونة لها اسم الثقافات السياسية النقابوية. أما تلك التي تتبنى فكرة الفرد ليكون الوحدة الأساسية المكونة لها فيطلق عليها اسم الثقافات الفردانية.